# Ptychosema
Genre
Ptychosema est un genre de plantes à fleurs dicotylédones de la famille des Fabaceae, sous-famille des Faboideae, originaire d'Australie, qui comprend deux espèces acceptées.

## Liste d'espèces
Selon The Plant List (14 novembre 2018) :
- Ptychosema anomalum F.Muell.
- Ptychosema pusillum Lindl.